# Enrique
Enrique es un nombre propio masculino español de origen germano. Su versión femenina es Enrica o Enriqueta. El nombre deriva del alto germánico Heinrich, de haim (‘morada’, ‘casa’, ‘patria’) y rich (‘jefe’, ‘amo’, ‘líder’), por lo que significa ‘amo de la casa’ o ‘jefe de la morada’.
Está ampliamente extendido tanto en España como en América Latina como consecuencia de la colonización. Además, se trata de un nombre muy popular debido a su uso habitual en las tradiciones de las casas reales, por lo que hay muchas personalidades llamadas Enrique.
La variante gráfica del nombre en países de habla portuguesa es Henrique.

## Santoral
13 de julio: San Enrique, emperador del Sacro Imperio Romano Germánico.
27 de enero: San Enrique de Ossó y Cervelló, sacerdote español, fundador de la Compañía de Santa Teresa de Jesús.

## Variantes
- Existe la variante Enzo derivada de Heinz (diminutivo del alemán Heinrich).
- Femenino: Enrica o Enriqueta.

| Variantes en otras idiomas | Variantes en otras idiomas       |
| -------------------------- | -------------------------------- |
| Asturiano                  | Aique                            |
| Árabe                      | هنريك o إنريكي (Inrīkī o Hinrīk) |
| Alemán                     | Heinrich (diminutivo: Heinz)     |
| Aragonés                   | Henrique                         |
| Bretón                     | Herri                            |
| Catalán                    | Enric                            |
| Checo                      | Jindřich                         |
| Croata                     | Henrik                           |
| Danés                      | Henrik                           |
| Español                    | Enrique, Henrique                |
| Escocés                    | Eanraig                          |
| Eslovaco                   | Henrich                          |
| Esloveno                   | Henrik                           |
| Esperanto                  | Henriko                          |
| Euskera                    | Endika, Henrike                  |
| Finés                      | Henrik, Henri                    |
| Francés                    | Henri                            |
| Galés                      | Harri                            |
| Gallego                    | Henrique                         |
| Georgiano                  | ჰაინრიხ (Hainrix)                |
| Griego                     | Ερρίκος (Erríkos)                |
| Húngaro                    | Henrik                           |
| Inglés                     | Henry, Harry                     |
| Irlandés                   | Anraí                            |
| Islandés                   | Hinrik                           |
| Italiano                   | Enrico                           |
| Latín                      | Henricus                         |
| Letón                      | Heinrihs                         |
| Lituano                    | Henrikas                         |
| Maltés                     | Enriku                           |
| Neerlandés                 | Hendrik, Henricus                |
| Noruego                    | Henrik                           |
| Polaco                     | Henryk                           |
| Portugués                  | Henrique                         |
| Rumano                     | Henric                           |
| Ruso                       | Генрих (Genrih)                  |
| Sardo                      | Enrìcu                           |
| Serbio                     | Хенрик (Henrik)                  |
| Siciliano                  | Arricu                           |
| Sueco                      | Henrik                           |
| Ucraniano                  | Генріх (Henrih)                  |

## Personas destacadas

### Emperadores Romano Germánicos
- Enrique I (876-936), llamado Enrique el Pajarero, Duque de Sajonia (912- ?) y rey de Germania (919-936).
- Enrique II.
- Enrique III, 1039–1056.
- Enrique IV, 1056–1106.
- Enrique V, 1106–1125.
- Enrique VI, 1190–1197.
- Enrique VII, 1308–1313.

### Baviera
- Enrique III, duque de Baviera (982-985).

### Bélgica
- Enrique de Flandes (1174-1216), Enrique de Flandes y de Hainaut
Regente del Imperio Latino (1205-1206), luego emperador de dicho Imperio (1206-1216).

### Borgoña
- Enrique I de Borgoña (~944-1002) (Eudes-Henri u Otton-Henri, según las fuentes), llamado Enrique el Grande, duque de Borgoña (965-1002).

### Castilla
- Enrique I de Castilla (1204-1217), Rey de Castilla (1214-1217).
- Enrique II de Castilla, (1333-1379), rey de Castilla (1369-1390).
- Enrique III de Castilla el Doliente, rey de Castilla 1390–1406.
- Enrique IV de Castilla (1454–1474).

### Chipre
- Enrique I de Chipre (1217-1253), Enrique de Lusiñan, Rey de Chipre (1218-1253).

### Escocia
- Enrique I rey de Escocia (1565–1567).

### España
- Maestro Enrique, arquitecto y escultor gótico (siglo XIII).
- Enrique Almaraz Santos, obispo de Palencia (1893-1907).
- Enrique de Peralta y Cárdenas, obispo Palencia (1659-1665).

### Francia
- Enrique I de Francia (°1008-†1060) Rey de Francia de 1031 a 1060 de la dinastía de los Capetos.
- Enrique II de Francia (°1519-†1559) Rey de Francia de 1547 a 1559 dinastía Valois.
- Enrique III de Francia (°1551-†1589) Rey de Francia de 1574 a 1589 último de la casa de los Valois.
- Enrique IV de Francia (°1553-†1610) Rey de Navarra 1572 a 1610 bajo el nombre de Enrique III y Rey de Francia de 1589 y 1610 dinastía de la Casa capeta de los Borbones.
- Enrique de Francia, Conde de Chambord (°1820-†1883) Rey de Francia y Rey de Navarra 1844 a 1883.

### Otros
- Enrique de Orleans (duque de Aumale) (1822 - 1897)
- Enrique de Orleans (1908-1999)
- Enrique de Orleans (1933), conocido como Enrique VII (1999).
- Enrique VI (de Francia y de Navarra), de 1941 a 1975 es también el nombre dado por los legitimistas franceses a Jaime de Borbón y Battenberg (1908–1975), segundo de los descendientes del rey Alfonso XIII.
- Enrique de Malaca, esclavo de Magallanes, que pudo ser el primer hombre en dar la vuelta al mundo, antes que Elcano.

### Haití
- Henri Christophe, "Enrique I de Haití", primer rey autoproclamado de Haití.

### Inglaterra
- Enrique I (1068-1135), llamado Enrique Beauclerc Rey de Inglaterra (1100-1135) y duque de Normandía (1106-1135).
- Enrique II Rey de Inglaterra.
- Enrique III Rey de Inglaterra 1216–1272.
- Enrique IV de Inglaterra (1399–1413).
- Enrique V, Rey de Inglaterra 1413–1422.
- Enrique VI Rey de Inglaterra 1422–1471.
- Enrique VII Rey de Inglaterra 1485–1509.
- Enrique VIII Rey de Inglaterra 1491 - 1547.

### Luxemburgo
- Enrique de Luxemburgo, Gran Duque de Luxemburgo. (1955)

### Navarra
- Enrique I de Navarra (fallecido en 1274), llamado Enrique el Gordo, Rey de Navarra (1270-1274), conde de Meaux (1270-1274) y de Champagne (como Enrique III) (1270-1274).
- Enrique II de Navarra
- Enrique III de Navarra, desde 1589 fue además Rey de Francia como Enrique IV.

### Polonia
- Enrique de Sandomierz, duque de Sandomierz (1146-1166).
- Enrique I el Barbudo, duque de Breslavia (1201-1238) y duque de Cracovia (1232-1238).
- Enrique I de Polonia, (1551-1589), más conocido como Enrique III de Francia. Rey de Polonia (1573-1574), y luego Rey de Francia (como Enrique III) (1574-1589).
- Enrique II el Piadoso, Duque de Cracovia, de Silesia y de la Gran Polonia.
- Enrique III, duque de Głogów (1273/1274-1309) y duque de la Gran Polonia (1306-1309).
- Enrique III, duque de Wrocław (1248-1266).
- Enrique V, duque de Legnica (1278-1296) y duque de Wrocław (1290-1296).

### Portugal
- Enrique de Borgoña (°1057-†1112) Enrique de Borgoña conde de Portugal (1097-1114).
- Enrique el Navegante (Porto °1394-†1460) Infante portugués.
- Enrique I (1512-1580), llamado Enrique el Cardenal Rey de Portugal (1578-1580).

### Venezuela
- Enrique Mendoza (-1945), político, gobernador del estado Miranda y diputado a la Asamblea Nacional.
- Enrique Planchart, matemático y profesor universitario, actual rector de la Universidad Simón Bolívar.
- Enrique Planchart Loynaz (1894-1953), poeta, biógrafo y crítico de arte.